# 王锡凡
王锡凡（1936年5月—），中国电力系统专家。西安交通大学教授。

## 生平
生于安徽凤阳，原籍河北安平。1957年毕业于西安交通大学。2009年当选中国科学院院士。